# Connexitat per arcs
En topologia, es diu que un espai (o un subespai) és connex per arcs o arc-connex (o també connex per camins) si compleix una propietat que, intuïtivament, pot entendre's com la possibilitat de formar un camí entre dos punts qualssevol de l'espai o subespai. Cadascun dels subespais arc-connexs no continguts en un subespai arc-connex major s'anomena component arc-connexa de l'espai.

## Definició formal
Direm que un conjunt {\displaystyle X} és connex per camins o arc-connex si donats {\displaystyle x_{1},x_{2}\in X} hi ha un camí continu {\displaystyle \alpha :[0,1]\rightarrow X} tal que {\displaystyle \alpha (0)=x_{1}} i {\displaystyle \alpha (1)=x_{2}}.

## Propietats

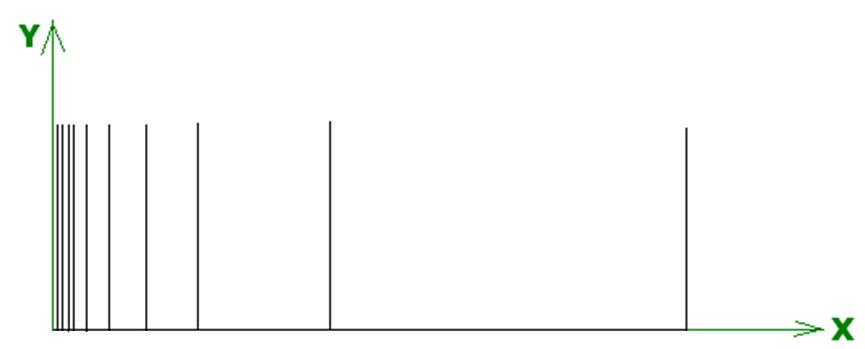
Pinta del topòleg

La connexitat per camins implica connexitat, però el recíproc no és cert en general. Un contraexemple molt típic és l'anomenat pinta del topòleg, {\displaystyle X=A\cup B}, on {\displaystyle A=\{0\}\times ]-1,1[} i {\displaystyle B=([0,1]\times \{0\})\cup (\{{\frac {1}{n}}:n\in \mathbb {N} \}\times [0,1])}. {\displaystyle X} és connex, però no connex per camins.
Ser connex per camins no és una propietat hereditària (és a dir, si un conjunt és connex per camins, qualsevol subconjunt d'aquest no és necessàriament connex per camins). Però, ser connex per camins és una propietat topològica (és a dir, la imatge mitjançant una aplicació contínua d'un conjunt connex per camins és connexa per camins).